# 小松大谷高等学校
小松大谷高等学校（こまつおおたにこうとうがっこう、英: Komatsu Otani High School）は、石川県小松市津波倉町にある私立高等学校。真宗大谷派の学校法人北陸大谷学園が運営する。通称は「谷高（たにこう）」、「大谷（おおたに）」。

## 概要
小松市南部にあり、県南部の南加賀地区では唯一の私立高校である。普通科と体育科を有し、スポーツが盛んである。地理的条件から主に小松市・加賀市在住の公立高校志望であった「すべり止め」入学者が大多数であったが、2020年代に入ってからは専願者が増加傾向にある。特進コースを経て国公立大学へ進学を果たす者もいる。
一年時には、京都の東本願寺へ行き様々な体験ができる行事がある。

## 設置学科
- 普通科
  - 特進コース
  - 進学コース
  - 教養コース（教養コースは2年次から下記の２コースに分かれる）
    - ビジネスコース
    - 進学コース
- 体育科

## 沿革
- 1962年（昭和37年）
  - 7月 - 校名を「北陸大谷高等学校」に決定。
  - 11月 - 学校法人北陸大谷学園ならびに北陸大谷高等学校の設立認可。
- 1963年（昭和38年）
  - 4月 - 石川県小松市津波倉町イ63番地にて開校。
  - 6月 - 開校式。
- 1964年（昭和39年）11月 - 小松市津波倉町チ1番地に校舎竣工し、移転。
- 1965年（昭和40年）11月 - 武道館竣工。
- 1966年（昭和41年）6月 - 体育館竣工、講堂完成。
- 1969年（昭和44年）
  - 4月 - 体育科を開設。
  - 6月 - プール竣工。
- 1970年（昭和45年）9月 - スクールバス運行開始。
- 1975年（昭和50年）9月 - 剣道場竣工。
- 1979年（昭和54年）11月 - 第2体育館竣工。
- 1981年（昭和56年）11月 - 特別教室棟増築。
- 1984年（昭和59年）9月 - 普通教室棟増築。
- 1985年（昭和60年）8月 - 硬式野球部が第67回全国高等学校野球選手権大会に初出場（1回戦で鹿児島商工に5-6xでサヨナラ負け）。
- 1986年（昭和61年）4月 - 普通科に特進コースを開設。
- 1988年（昭和63年）2月 - 女子バレーボール部が第19回全国高等学校バレーボール選抜優勝大会（春の高校バレー）に初出場。
- 1989年（平成元年）8月 - 第1体育館総改修。
- 1992年（平成4年）3月 - グラウンド全面改修。
- 1996年（平成8年）4月 - 普通科に生活教養コース（福祉ボランティア系）開設。
- 1998年（平成10年）
  - 3月 - 図書室全面改修。
  - 10月 - 学生食堂竣工。
- 2004年（平成16年）4月 - 研修センター・野球雨天室内練習場竣工。
- 2010年（平成22年）
  - 4月 - 校名を「小松大谷高等学校」に変更。
  - 12月 - 新校舎起工式。
- 2011年（平成23年）4月 - 新入生より制服新調。
- 2012年（平成24年）3月 - 新校舎第1期工事完成。
- 2013年（平成25年）3月 - 新校舎第2期工事完成。
- 2021年（令和3年）8月 - 硬式野球部が第103回全国高等学校野球選手権大会に36年ぶり2回目の出場[1]（1回戦で高川学園に6-7xでサヨナラ負け）。
- 2024年（令和6年）8月 - 硬式野球部が第106回全国高等学校野球選手権大会に3年ぶり3回目の出場、ベスト16入り（1回戦で明豊に8-4で甲子園初勝利、2回戦で大阪桐蔭に3-0で完封勝利、3回戦智弁学園に3-6で敗れた）。

## 部活動
野球部は夏の甲子園大会に3回出場（1985年〈第67回〉、2021年〈第103回〉、2024年〈第106回〉）。
- 運動部 - 野球、バスケットボール（男・女）、サッカー、バレーボール（男・女）、ソフトテニス、水泳、体操、ゴルフ、陸上競技、チアリーディング、弓道、柔道、空手道
- 文化部 - 吹奏楽、合唱、ボランティア、写真、アートクラフト、日本文化（茶・華・装・書道）、パソコン、競技かるた、インターアクトDC、文芸

## 所在地
〒923-0313 石川県小松市津波倉町チ1番

## 校歌
作詞：土岐善麿、作曲：清水脩

## アクセス
最寄り駅の粟津駅ほか山中・山代方面、野々市方面へのスクールバスを運行している。
- 鉄道 - IRいしかわ鉄道線粟津駅 徒歩約25分、自転車約10分
- バス - 小松バス「小松大谷高校前」停留所 徒歩約5分

## 著名な関係者

### 出身者
- 岸彩乃 - ロンドン五輪トランポリン競技代表
- 宮川拓美 - 柔道家
- 岸大貴（英語版） - 東京五輪トランポリン競技代表
- 豊島明好 - 元プロ野球選手（北海道日本ハムファイターズ）
- 山下亜文 - 元プロ野球選手（福岡ソフトバンクホークス）
- 喜多隆介 - プロ野球選手（読売ジャイアンツ）
- 東出直也 - 元プロ野球選手（横浜DeNAベイスターズ）
- 大谷輝龍 - プロ野球選手（千葉ロッテマリーンズ）
- 宮西令奈 - 女子競輪選手